# 110 meter häck för herrar i friidrott vid olympiska sommarspelen 1980
110 meter häck för herrar vid olympiska sommarspelen 1980 i Moskva avgjordes 25-27 juli. 

## Medaljörer
| Gren           | Guld                         | Guld  | Silver                   | Silver | Brons                             | Brons |
| 110 meter häck | Thomas Munkelt · Östtyskland | 13,39 | Alejandro Casañas · Kuba | 13,40  | Aleksandr Putjkov · Sovjetunionen | 13,44 |

## Final
| Placering | Final                   | Tid   |
| --------- | ----------------------- | ----- |
|           | Thomas Munkelt (GDR)    | 13,39 |
|           | Alejandro Casañas (CUB) | 13,40 |
|           | Aleksandr Putjkov (URS) | 13,44 |
| 4.        | Andrej Prokofjev (URS)  | 13,49 |
| 5.        | Jan Pusty (POL)         | 13,68 |
| 6.        | Arto Bryggare (FIN)     | 13,76 |
| 7.        | Javier Moracho (ESP)    | 13,78 |
| 8.        | Jurij Tjervanjov (URS)  | 15,80 |

## Semifinaler
- Hölls söndagen den 27 juli 1980

| Placering | Heat 1                  | Tid   |
| --------- | ----------------------- | ----- |
| 1.        | Alejandro Casañas (CUB) | 13,44 |
| 2.        | Aleksandr Putjkov (URS) | 13.50 |
| 3.        | Jurij Tjervanjov (URS)  | 13.78 |
| 4.        | Javier Moracho (ESP)    | 13.80 |
| 5.        | Thomas Dittrich (GDR)   | 13.90 |
| 6.        | Wilbert Greaves (GBR)   | 13.98 |
| 7.        | Borislav Pisić (YUG)    | 14.16 |
| 8.        | Andreas Schlißke (GDR)  | 14.60 |

| Placering | Heat 2                 | Tid   |
| --------- | ---------------------- | ----- |
| 1.        | Thomas Munkelt (GDR)   | 13,49 |
| 2.        | Andrej Prokofjev (URS) | 13.59 |
| 3.        | Arto Bryggare (FIN)    | 13.78 |
| 4.        | Jan Pusty (POL)        | 13.81 |
| 5.        | Mark Holtom (GBR)      | 13.94 |
| 6.        | Plamen Krastev (BUL)   | 13.99 |
| 7.        | Carlos Sala (ESP)      | 14.00 |
| 8.        | Petar Vukičević (YUG)  | 14.12 |

## Försöksheat
- Hölls fredagen den 25 juli 1980

| Placering | Heat 1                 | Tid   |
| --------- | ---------------------- | ----- |
| 1.        | Jurij Tjervanjov (URS) | 13,75 |
| 2.        | Jan Pusty (POL)        | 13.84 |
| 3.        | Plamen Krastev (BUL)   | 13.95 |
| 4.        | Andreas Schlißke (GDR) | 14.18 |
| 5.        | Petar Vukičević (YUG)  | 14.19 |
| 6.        | Bernard Mabikana (CGO) | 15.42 |
| 7.        | Maher Hreitani (SYR)   | 15.45 |
| —         | Július Ivan (TCH)      | DNF   |

| Placering | Heat 2                    | Tid   |
| --------- | ------------------------- | ----- |
| 1.        | Thomas Munkelt (GDR)      | 13,55 |
| 2.        | Andrej Prokofjev (URS)    | 13.61 |
| 3.        | Javier Moracho (ESP)      | 13.72 |
| 4.        | Wilbert Greaves (GBR)     | 13.85 |
| 5.        | Borislav Pisić (YUG)      | 14.13 |
| 6.        | Abdoulaye Sarr (SEN)      | 14.57 |
| 7.        | Abdul Jabbar Rahima (IRQ) | 14.89 |

| Placering | Heat 3                  | Tid   |
| --------- | ----------------------- | ----- |
| 1.        | Alejandro Casañas (CUB) | 13,46 |
| 2.        | Arto Bryggare (FIN)     | 13.77 |
| 3.        | Mark Holtom (GBR)       | 13.83 |
| 4.        | Aleksandr Putjkov (URS) | 13.84 |
| 5.        | Thomas Dittrich (GDR)   | 13.93 |
| 6.        | Carlos Sala (ESP)       | 14.28 |
| 7.        | Abdul Ismail (MOZ)      | 15.18 |
| 8.        | Antonio Gopal (SEY)     | 16.36 |